# Société française de navigation aérienne
La Société française de navigation aérienne est fondée en 1872 par Abel Hureau de Villeneuve.

## Histoire
Hureau de Villeneuve fonde la Société sous le nom de Société française d'encouragement pour la navigation aérienne en 1872. Elle prend son nom officiel dès l'année suivante. 
Elle reprend la publication de la revue L'Aéronaute, édité depuis 1865.
Alphonse Pénaud est vice-président de la Société en 1876.
La Société est, entre autre, à l'origine de la souscription publique lancée pour venir en aide aux familles des victimes de l'accident du ballon Zénith, ballon qu'elle avait financé, en 1875. 
La Société ne réapparait pas après la Seconde Guerre mondiale.